# توران‌شاه
توران‌شاه (عربی: الملك المعظم شمس الدولة فخر الدين توران شاه بن أيوب؛ مرگ: ۲۷ ژوئن ۱۱۸۰) برادر صلاح الدین ایوبی و امیر ایوبی اسکندریه، بعلبک و یمن بود که از سال ۱۱۷۴ تا زمان مرگش بر این مناطق حکم می‌راند.